# Bioespècie
Una bioespècie és una espècie en el sentit biològic, com a comunitat reproductiva tancada que comparteix un "pool" genètic tancat. La bioespècie manté la seva cohesió mitjançant mecanismes d'aparellament i reproducció comuns, i se separa d'altres bioespècies mitjançant mecanismes d'aïllament reproductiu. Per tant, el concepte en si mateix no és aplicable a organismes uniparenterals (o agamoespècies).
El concepte tradicional de bioespècie és "adimensional", en el sentit que només permet dir si dos organismes pertanyen a la mateixa bioespècie si apareixen al mateix temps i al mateix lloc. En canvi, no podem dir si poblacions al·locròniques (separades en el temps) o poblacions al·lopàtriques (separades en l'espai) són o no coespecífiques.

## Bioespècie i Filogènia Sistemàtica
En filogènia sistemàtica el concepte de bioespècie es considera no com a definició feta per l'home (classe lògica) sinó com a veritable entitat biològica individual existent en la natura (individu lògic), i com a tal, ha de tenir límits espaciotemporals. Els límits espacials són els purament derivats de la distribució geogràfica d'una determinada bioespècie; els temporals representen el "naixement" i la "mort" d'aquesta.
En la filogènia sistemàtica una espècie només pot néixer per un procés d'especiació, és a dir, la divisió d'una "espècie-tija" original en dues o més bioespècies diferents. Una espècie mai s'origina per un procés de canvi fenotípic progressiu d'una única línia evolutiva. Això vol dir que una espècie no es pot originar per transformació fenotípica gradual sense que hi hagi divisió del "pool" genètic, de la mateixa manera que l'eruga i la papallona a la qual dona lloc són de fet el mateix individu, la individualitat de la qual es manté al llarg de tot el seu cicle vital tot i que pateix un canvi dràstic de forma.
Una espècie mor quan s'extingeixen totes les seves poblacions, o bé quan la seva individualitat desapareix degut a un procés d'especiació (dividint-se en dues o més espècies), de la mateixa manera que una cèl·lula en divisió perd la seva individualitat per a donar lloc a dos nous individus.
Una espècie-tija és per tant, la porció de l'arbre filogenètic comprès entre dos esdeveniments successius d'especiació. Les espècies que no són espècies-tija són o bé espècies extintes abans que poguessin donar lloc a noves espècies descendents o bé espècies actuals que encara no han tingut temps d'extingir-se o de desintegrar-se per especiació. Segons aquest punt de vista, les anomenades "espècies-tija supervivents" (espècies que encara mantenen la seva individualitat després de l'esdeveniment d'especiació) queden excloses per definició.
Degut al fet que les espècies, segons aquesta visió, esdevenen entitats individuals espaciotemporals, llur estatus ontològic esdevé independent de qualsevol caràcter emprat per al seu reconeixement o distinció. No té sentit, per tant, agrupar espècies simplement degut a la seva semblança, de la mateixa manera que dos bessons univitel·lins no són el mateix individu simplement pel fet que s'assemblen. D'igual manera que una cèl·lula que es divideix, una espècie-tija viu en les seves espècies descendents independentment de la seva aparença. Donat que una espècie-tija no pot mantenir la seva individualitat i alhora ésser idèntica amb les espècies filles la seva pròpia existència ha d'acabar en el procés de separació. Noteu que el procés de divisió d'"espècies-tija" en espècies descendents és un procés continu: la separació i subseqüent divergència evolutiva té lloc al llarg del temps i, per tant, hi ha una zona grisa en què és difícil de dir si dues poblacions pertanyents a la mateixa espècie com a subespècies o són efectivament dues espècies diferents. La decisió és per tant arbitrària. No es tracta d'un punt feble de la teoria, sinó d'una conseqüència derivada de tot procés natural continu.
Un problema similar apareix en la separació espacial entre subpoblacions dins d'una mateixa espècie. Parlem de subespècies quan tenim poblacions al·lopàtriques que varen estar separades durant un temps, de forma que van adquirir característiques diferents, però que després han entrat de nou en contacte i es barregen en una zona de contacte limitada (zona d'hibridació). En altres casos les poblacions mantenen la capacitat de reproducció creuada, però de fet no ho fan. Parlem aleshores de semiespècies. L'agrupació monofilètica directament superordinada és aleshores la superespècie. Les superespècies són doncs, agrupacions monofilètiques de semiespècies, tot i que podem també incloure autèntiques bioespècies. Aquests termes addicionals són útils per a distingir diferents fases en el procés de separació d'espècies. Una morfoclina contínua per a un caràcter entre poblacions d'una bioespècie geogràficament o temporalment distants no hauria de ser arbitràriament dividida en "pseudo-subespècies", encara que s'hagi fet sovint en el passat (com ara en el cas de les cronoespècies de la paleontologia).